# Python (mythologie)
Pour les articles homonymes, voir Python.
Dans la mythologie grecque, Python (en grec ancien Πύθων / Pýthôn) est un dragon, fils de Gaïa (la Terre), ou bien d'Héra selon les traditions. Il est tué par Apollon.

## Étymologie
La phonologie de Πύθων est parfaitement régulière : le mot est issu de l'indo-européen *bhudh- > védique budh- et grec *phuth- > puth-. Les deux termes du doublet indo-européen *bhudh-n- et *dhubh-n- font référence au fond, au fondement, aux profondeurs et aux notions connexes qui reviennent comme motifs dans la mythologie. Ils ont notamment donné *bhudh-n-oin, védique budhna- ; *dhubh-n-o- en slave dibno, en russe dno « bas ». Les associations mythographiques spécifiques d'Ahi Budhnya, un Serpent élémentaire et primordial des profondeurs du panthéon rigvédique « né de l'eau, assis dans les profondeurs des rivières » se reflètent à la fois dans le celtique dubno– « profond » et dubro– « eau ».
Le nom du dragon Python montre ainsi, selon Calvert Watkins, la désignation héritée d’une créature serpent des profondeurs aquatiques.

## Mythes

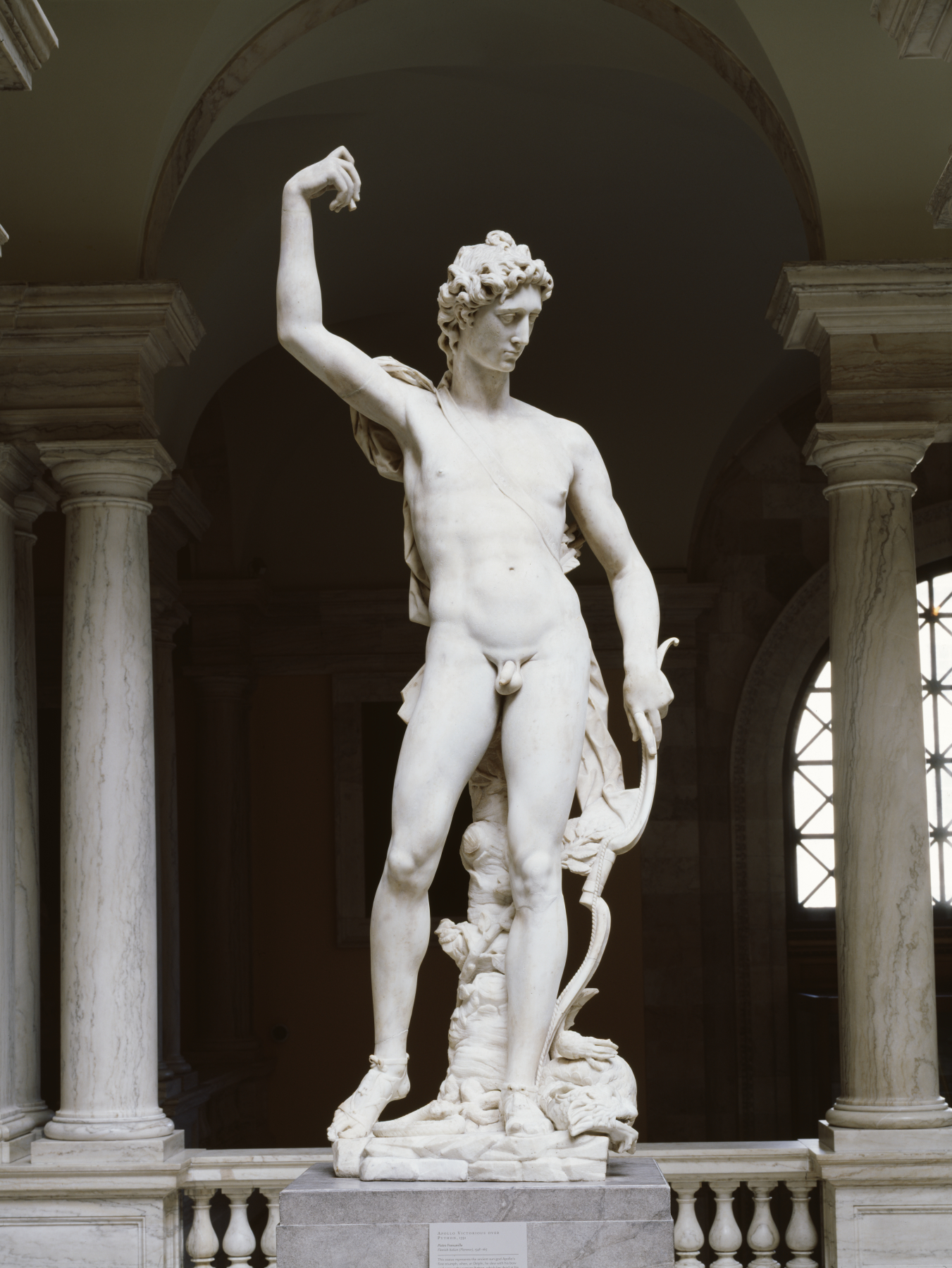
Apollon vainqueur de Python, sculpture de Pierre de Francqueville, 1591, Walters Art Museum.

Python veillait sur l'oracle de Delphes, consacré primitivement à Thémis. Apollon tua Python, se rendant ainsi maître de l'oracle, depuis nommé « Pythie ». Ce mythe est relaté en détail dans les Hymnes homériques, dans le troisième hymne « À Apollon ». Au IIe siècle, Pausanias le Périégète rapporte une légende selon laquelle Apollon, pour se purifier de la souillure religieuse liée au sang versé après le meurtre de Python, se rendit en Crète, à Tarrha, où il fut purifié par le prêtre Carmanor.
Pour apaiser la colère de Gaïa, Apollon créa les Jeux pythiques.
Macrobe, dans les Saturnales, écrit que Python pourchassa, sur l'ordre d'Héra, Léto, la mère d'Apollon, lorsqu'elle était enceinte du dieu et de sa jumelle Artémis. C'est la raison pour laquelle Apollon tua Python avec les flèches que lui avait fournies Zeus, son père.

## Interprétations du mythe
Joseph Eddy Fontenrose a montré en détail que les mythes de Python et de Typhon coïncident largement et doivent être au départ des développements d'une seule « forme antérieure du mythe grec du dragon dans laquelle Typhon et Python n'étaient pas distingués ». L'étymologie de leurs noms semble confirmer cette interprétation.
Ainsi, à côté de Python issu de la racine *phuth- de l'indo-européen *bhudh- la tradition mythologique grecque connaît une autre figure de dragon, adversaire de Zeus : Typhon. Si des motifs significatifs de ce dernier mythe ont été empruntés à l'Anatolie hittite, les noms des actants sont du grec pur d'origine indo-européenne : Zeus comme Typhon de *thuph- issu de *dhubh-. Le lien syntagmatique entre le dragon Typhon et le dragon femelle Python est fourni par l'Hymne homérique à Apollon, dans lequel Python sert de mère adoptive à Typhon. Selon Calvert Watkins, le lien paradigmatique réside dans le fait que Tuph- et Puth- sont des doublets linguistiques poétiques en tant qu'inversions, sous-tendant *thuph- et *phuth-, et ce depuis l'époque indo-européenne (*dhubh- ~ *bhudh-).

## Développements ultérieurs

### Peinture

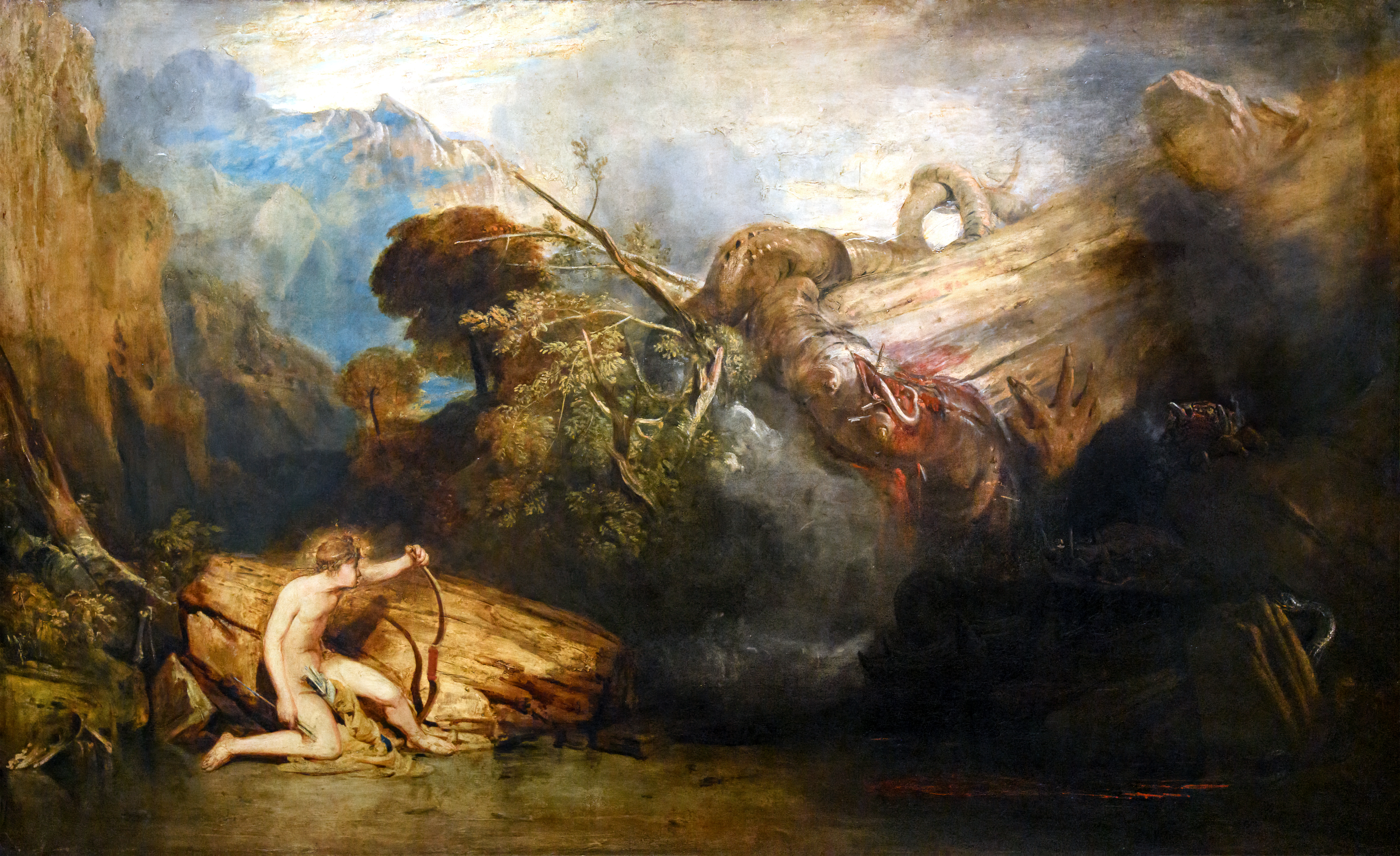
Apollon et Python, William Turner, 1811, Tate Britain, Londres.

Le peintre anglais William Turner a exposé ce tableau pour la première fois en 1811, aux côtés des vers de l'Hymne à Apollon du poète grec Callimaque. Le passage décrit le dieu solaire Apollon tuant un grand dragon, connu sous le nom de Python. Turner interprète ce meurtre comme un triomphe du bien sur le mal, la lumière surmontant les ténèbres. Un serpent plus petit, émergeant de la blessure du dragon, pourrait suggérer une bataille en cours entre ces forces, rappelant au spectateur que cette victoire n'est pas définitive.

### Sources antiques

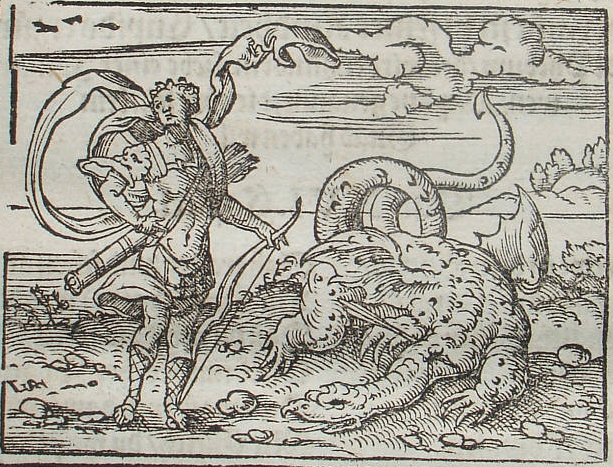
Apollon et Python, gravure de Virgil Solis pour le livre I des Métamorphoses d’Ovide.

- Pseudo-Apollodore, Bibliothèque [détail des éditions] [lire en ligne] (I, 4, 1).
- Hygin, Fables [détail des éditions] [(la) lire en ligne] (CXL).
- Hymnes homériques [détail des éditions] [lire en ligne] (Apollon, v. 300-374).
- Nonnos de Panopolis, Dionysiaques [détail des éditions] [lire en ligne] (IX, 251).
- Ovide, Métamorphoses [détail des éditions] [lire en ligne] (I, 438-462).
- Stace, Achilléide [détail des éditions] [lire en ligne] (I, 563).